# Mastophora felis
Mastophora felis là một loài nhện trong họ Araneidae.
Loài này thuộc chi Mastophora. Mastophora felis được miêu tả năm 1976 bởi Piza.